# Friedrich Aevermann
Friedrich Wilhelm Hermann Aevermann (* 12. September 1887 in Wulfsrode bei Uelzen; † 20. Oktober 1962 in Bremen) war ein deutscher Pädagoge und Politiker (SPD).

## Biografie
Aevermann studierte von 1902 bis 1908 an der Präparandenanstalt und am Lehrerseminar in Lüneburg. Er wurde Lehrer und trat 1914 in den Bremer Schuldienst ein. Im Ersten Weltkrieg war er Soldat. Anfang der 1920er Jahre wurde er Mitglied der SPD. Er war dazu im Bremer Lehrerverein aktiv. 1920 leitete er eine Versuchsschule an der Schleswiger Straße und ab 1923 war er Lehrer an der Schule an der Theodorstraße in Bremen. 1933 wurde er von den Nationalsozialisten aus dem Schuldienst entlassen und er arbeitete in einer kaufmännischen Beschäftigung.
Nach dem Zweiten Weltkrieg wurde er 1945 Oberschulrat in Bremen. Er leitete ab 1946 den Hauptausschuss für die Entnazifizierung. Vom 27. März bis zum 7. November 1947 war er Senator für Politische Befreiung im Senat Kaisen II unter Wilhelm Kaisen (SPD). Während dieser Amtszeit beschäftigte er sich in erster Linie mit dem Aufbau der Entnazifizierungsbehörde. Sein Nachfolger war Senator Alexander Lifschütz.
Er kehrte 1947 zurück in die Schulverwaltung und wurde 1950 Landesschulrat von Bremen. 1955 wurde er pensioniert.